# Tunnsjøen
El Tunnsjøen (sami meridional: Dåtnejaevrie) és un gran llac d'aigua dolça de Noruega, amb 100,18 km², el setè més extens del país. El llac està situat a 358 msnm, té una profunditat màxima de 220 metres i el seu volum es calcula en 8,68 km³. Administrativament, el llac es troba al comtat de Nord-Trøndelag i limita amb els municipis de Røyrvik i Lierne.
El llac està connectat amb el llac Limingen, del que pren aigua a través d'un túnel a través de la central elèctrica de Tunnsjø, així com cap a la central elèctrica de Linvasselv, ja en territori suec. El nivell de l'aigua varia aproximadament fins a 10 metres.

## Illa de Gudfjelløya
L'illa de Gudfjelløya (sami meridional: Tjåehkere) és l'única illa de llac, i es troba a la part central d'aquest. La seva alçada màxima és de 812 m sobre el nivell del mar, estant per això 454 m per sobre del llac, sent l'illa més elevada en un llac del país.